# Philodendron paludicola
Philodendron paludicola är en kallaväxtart som beskrevs av Eduardo G. Gonçalves och Salviani. Philodendron paludicola ingår i släktet Philodendron och familjen kallaväxter. Inga underarter finns listade.